# Propiomazine
Propiomazine (Largeon, Propavan, Indorm, Serentin, Dorevane, Dorevan) là một thuốc kháng histamine ngăn chặn thụ thể H1. Nó được sử dụng để điều trị chứng mất ngủ, và gây buồn ngủ hoặc buồn ngủ và làm giảm lo lắng trước hoặc trong khi phẫu thuật hoặc các thủ tục khác và kết hợp với thuốc giảm đau trong khi chuyển dạ. Propiomazine là một phenothiazine, nhưng không được sử dụng làm thuốc an thần kinh vì nó không ngăn chặn tốt các thụ thể dopamine.

## Cơ chế hoạt động
Propiomazine là chất đối kháng ở các thụ thể dopamine loại 1, 2 và 4, thụ thể serotonin (5-HT) loại 2A và 2C, thụ thể muscarinic từ 1 đến 5, thụ thể alpha (1) và thụ thể histamine H1. Tác dụng chống loạn thần của Propiomazine là do sự đối kháng ở thụ thể dopamine và serotonin loại 2, với hoạt tính mạnh hơn ở thụ thể serotonin 5-HT2 so với thụ thể dopamine type-2. Điều này có thể giải thích việc thiếu các hiệu ứng ngoại suy. Propiomazine dường như không chặn dopamine trong ống ngoại vi tubero, giải thích tỷ lệ tăng hyperprolactin máu thấp hơn so với các thuốc chống loạn thần thông thường hoặc risperidone.

## Tác dụng phụ
Tác dụng phụ hiếm gặp, nghiêm trọng bao gồm co giật (co giật); khó thở hoặc thở nhanh bất thường; nhịp tim nhanh hoặc không đều hoặc nhịp tim; sốt (cao); huyết áp cao hay thấp; mất kiểm soát bàng quang; cứng cơ (nặng); tăng tiết mồ hôi bất thường; da nhợt nhạt khác thường; và mệt mỏi bất thường hoặc yếu.
Buồn ngủ là một tác dụng phụ thông thường.